# ریج ۲
ریج ۲ (انگلیسی: Rage 2) یک بازی ویدئویی در سبک تیراندازی اول شخص است که با همکاری مشترک استودیو آوالانچ و اید سافت‌ویر توسعه یافته و به‌وسیلهٔ بتزدا در ۱۴ مه ۲۰۱۹، برای پلت‌فرم‌های پلی‌استیشن ۴، مایکروسافت ویندوز، و اکس‌باکس وان منتشر شده‌است.